# Danh sách nhà sản xuất máy in 3D
Dưới đây là danh sách các nhà sản xuất Máy in 3D được liệt kê theo tên và vị trí của công ty. Máy in 3D là một loại rô-bốt có khả năng in các mô hình 3D bằng các lớp vật liệu liên tiếp.

## 0-9
- 3D makeR Technologies – Barranquilla, Colombia
- 3D Systems – Rock Hill, South Carolina, Mỹ

## A-B
- Airwolf 3D – Costa Mesa, California, Mỹ
- Aleph Objects – Loveland, Colorado, Mỹ - (Máy in Lulzbot)

## C-F
- Carbon – Redwood City, California, Mỹ
- CRP Group - Modena, Ý
- envisionTEC – Gladbeck, Đức
- Formlabs – Somerville, Massachusetts, Mỹ
- Fusion3 – Greensboro, North Carolina, Mỹ

## G-L
- HP Inc. - Palo Alto, California, Mỹ
- Hyrel 3D – Norcross, Georgia, Mỹ
- Kikai Labs - Buenos Aires, Argentina

## M
- M3D – Fulton, Maryland, Mỹ
- MakerBot – New York City, New York, Mỹ
- Materialise NV – Leuven, Bỉ

## N-Q
- Printrbot – Lincoln, California, Mỹ
- Prusa Research - Cộng hòa Séc
- Pirate3D - Singapore

## R
- Robo3D – San Diego, California, Mỹ

## S-T
- Sciaky, Inc. – Chicago, Illinois, Mỹ
- Sindoh - Seoul, Hàn Quốc
- Solidoodle – New York City, New York, Mỹ (Đã đóng cửa)
- Stanley Black & Decker - New Britain, Connecticut, Mỹ (Sản xuất bởi Sindoh - Hàn Quốc)
- Stratasys – Minneapolis, Minnesota, Mỹ

## U-Z
- Ultimaker – Geldermalsen, Hà Lan
- Velleman – Bỉ
- Voxeljet – Friedberg, Đức
- Zortrax – Olsztyn, Ba Lan
- ZYYX - Gothenburg, Thụy Điển